# Scholes (Leeds)
Pour les articles homonymes, voir Scholes.
Scholes est un village du Yorkshire de l'Ouest, en Angleterre. Il est situé à près de Seacroft, Garforth et Wetherby.
En population était de 2403 habitants en 2001.